# Місцевість (військова справа)
Місце́вість — у військовій справі — один із найважливіших елементів обстановки, у якій ведуться бойові дії — частина (ділянка), район території з усіма її природними компонентами (рельєфом, ґрунтами, водами, рослинністю тощо), а також шляхами сполучення, населеними пунктами, промисловістю, сільськогосподарськими та соціально-культурними об'єктами.
Різні властивості місцевості сприяють бойовим діям або ускладнюють їх, дуже впливаючи на організацію та ведення бою або операції. Умови місцевості враховуються під час планування бою й операції, організації взаємодії військ, системі вогню та маскування, вона сильно впливає на управління, зв'язок, спостереження та роботу тилу.
Тактичні властивості місцевості змінюються залежно від пори року та погоди. Вивчення й оцінка місцевості організують командири та штаби всіх родів військ із обліком розв'язуваних ними завдань. Місцевість вивчають і оцінюють за особистими спостереженнями, результатами розвідки, топографічними та спеціальними картами. Висновки з оцінки місцевості враховуються при ухваленні рішення про бій або операцію й визначенні характеру дій військ.
Місцевість у військовій справі поділяється на такі основні типи:
- за рельєфом — на рівнинну, горбкувату, гірську;
- за умовами прохідності — на слабопересічену (прохідну), середньопересічену, сильнопересічену (складнопрохідну);
- за умовами спостереження та маскування — на відкриту, напівзакриту, закриту;
- за особливостями природних умов — на пустельну (пустельну-степову), лісову (лісисто-болотисту) і місцевість північних районів (Арктика, Заполяр'я, рівнинна та гірська тундра).